# Athoracophoridae
Famille
Synonymes
- Aneiteinae Gray, 1860[1]

Les Athoracophoridae sont une famille de limaces, des mollusques gastéropodes pulmonés terrestres de l'ordre  des Stylommatophora, regroupant les escargots et limaces dont les yeux sont situés à l'extrémité de tentacules. Beaucoup d'espèces de cette famille ont un dessin sur leur surface dorsale qui ressemble aux nervures d'une feuille, d'où leur nom commun anglais de « leaf-veined slugs » (limaces à nervures de feuille).

## Distribution
On trouve les limaces de cette famille dans l'Est de l'Australie, en Nouvelle-Zélande, y compris ses îles sub-antarctiques, ainsi que sur les îles mélanésiennes du Nord de la Nouvelle-Calédonie et en Nouvelle-Bretagne, en Papouasie-Nouvelle-Guinée.

## Habitat
On les trouve dans les forêts et les tussocks humides de montagne à l'intérieur de la gaine des feuilles de palmiers nikaus ou dans les buissons de Phormium.

## Description
Comme les autres limaces, elles possèdent une coquille vestigiale interne formée de nombreuses petites particules de calcaire mais elles se distinguent des autres familles par les nervures de feuille situées sur leur face dorsale, et les deux, et non pas quatre, tentacules.

## Liste des sous-familles
Il existe deux sous-familles au sein de la famille des Athoracophoridae :
- sous-famille des Athoracophorinae P. Fischer, 1883 (1860) - synonyme Janellidae Gray, 1853, vivant plutôt dans les régions sub-antarctiques
- sous-famille des Aneitinae P. Fischer, 1883 (1860) trouvées dans la partie Nord de leur domaine de distribution.

## Liste des genres
- Aneitea
  - Aneitea sarasini
- Athoracophorus Gould, 1852
  - Athoracophorus bitentaculatus (Quoy and Gaimard, 1832)
  - Athoracophorus maculosus Burton, 1963
  - Athoracophorus suteri Burton, 1963
- Palliopodex Burton, 1963
  - Palliopodex verrucosus (Simroth, 1889)
- Pseudaneitea Cockerell, 1891
  - Pseudaneitea aspera Burton, 1963
  - Pseudaneitea campbellensis Burton, 1963
  - Pseudaneitea dendyi (Suter, 1897)
  - Pseudaneitea gigantea (Suter, 1909)
  - Pseudaneitea gravisulca Burton, 1963
  - Pseudaneitea huttoni (Suter, 1909)
  - Pseudaneitea johnsi Burton, 1963
  - Pseudaneitea maculata Burton, 1963
  - Pseudaneitea multistriata Burton, 1963
  - Pseudaneitea pallida Climo, 1973
  - Pseudaneitea papillata (Hutton, 1879)
  - Pseudaneitea powelli Burton, 1963
  - Pseudaneitea ramsayi Climo, 1973
  - Pseudaneitea schauinslandi (Plate, 1897)
  - Pseudaneitea simrothi (Suter, 1896)
  - Pseudaneitea sorenseni Powell, 1955
- Reflectopallium Burton, 1963
  - Reflectopallium delli Burton, 1963
  - Reflectopallium marmoratum (Simroth, 1889)
  - Reflectopallium papillatum Burton, 1963
  - Reflectopallium pseudophyllum Burton, 1963
- Triboniophorus Humbert, 1863
  - Triboniophorus graeffei Humbert, 1863
  - incertae sedis: Triboniophorus brisbanensis Pfeiffer, 1900[2]